# 大小磨刀海岸公園
大小磨刀海岸公園（英語：The Brothers Marine Park）位於香港大嶼山島嶼以北之一帶水域，在2016年12月30日劃定為香港海岸公園，公園面積大約為970公頃，而公園範圍內包括有三個天然小島礁，分別為大磨刀小島礁、（West Brother Islet）、小磨刀小島礁（East Brother Islet）及匙羹洲小島礁（Tsz Kan Chau Islet），是香港境內海域第二大海岸公園。

## 設立目的
設立目的是保育中華白海豚及其棲息地，並提升該水域的海洋及漁業資源。海岸公園的西邊界線貼近香港口岸設施，北邊界線由大磨刀伸展至小磨刀及其東面的水域，南邊界線則向小蠔灣近岸一帶伸延。公園各個角落設有黃色燈號浮標，以標明界線。

## 物種
大小磨刀海岸公園的海洋環境受珠江流入大海的淡水徑流所影響，含較多有機物和沉積物。在該水域找到的海洋生物大都甚為適應低鹽度和混濁的海洋環境。大小磨刀海岸公園附近的海域被確認為印度太平洋駝背豚，即本港稱為中華白海豚的重要棲息地。該海域是中華白海豚的覓食地和一些具商業價值魚類品種的產卵區。

## 保護區內海洋生物的措施

### 分區計劃
大小磨刀海岸公園實行了用途分區計劃，以期為海岸公園內的海洋生境及物種提供適切保護，同時減少不同的海岸公使用者之間就使用水域產生的衝突。

### 核心區
大小磨刀海岸公園是繼東平洲海岸公園後第二個設有“核心區”的海岸公園。大小磨刀海岸公園內劃定一個面積約80公頃的核心區，藉以有效地保護該水域中華白海豚的食糧和漁業資源。

### 碇泊地點
大小磨刀海岸公園內將劃定兩個碇泊地點，面積分別約73公頃及約36公頃，而該兩個碇泊地點與現時的深水角一號及二號碇泊處位於相同位置。船隻可於該兩個碇泊地點內碇泊或下錨而無須預先取得漁農自然護理署的許可。

## 外部連結
- 漁護署：大小磨刀海岸公園（页面存档备份，存于）